# Blackhorse Road (Metropolitano de Londres)
Blackhorse Road é uma estação do Metrô de Londres e do London Overground em Walthamstow em Londres.

## História
A estação foi inaugurada pela Tottenham and Forest Gate Railway em 9 de julho de 1894, e estava originalmente situada a leste da Blackhorse Road. Sua inauguração mudou a área local de um subúrbio gentrificado de Londres para industrial, com várias obras e unidades abrindo ao redor da Ferry Lane a noroeste.
A estação da linha Victoria foi inaugurada em 1 de setembro de 1968, do outro lado da rua da estação principal. Foi planejada como uma estação simples de duas plataformas e foi a única estação na linha com novas estruturas acima do nível do solo. A estação da linha de superfície foi reposicionada pela British Rail em 14 de dezembro de 1981, para fornecer melhor intercâmbio com a estação de metrô.